# Casa de los Cristales
La Casa de los Cristales es un edificio neoárabe de la ciudad española  de Melilla. Está situado en la calle General Prim, en el Ensanche Modernista. Forma parte del Conjunto Histórico Artístico de la Ciudad de Melilla, un Bien de Interés Cultural y por lo tanto, está protegido por la ley del Patrimonio Histórico Español.

## Historia
En los solares 24 y 25 del Barrio Reina Victoria Enrique Nieto proyecta un edificio de planta baja y principal para Miguel Barrela Arant, que no es construido, instalándose sobre estos solares la SKATING RING, una pista de patinaje sobre hielo que sirvió de bolera y sobre la que es construido finalmente el Gran Hotel Reina Victoria entre 1920 y 1926,   posiblemente según diseño de Ramón Gironella, con la dirección arquitectónica del ingieniero militar Enrique ÁLvarez y del arquitecto Enrique Nieto, aunque es posible que participasen en su diseño Jose Friberg y Alejandro Rodríguez Borlado. Fue inaugurado el 29 de enero de 1927 como el Gran Hotel Reina Victoria, con 80 habitaciones y ascensor.
La empresa es ruinosa y el 5 de septiembre de 1931 se subasta judicialmente y en 1935 se transforma en un edificio de oficinas, viviendas y locales comerciales por Enrique Nieto para Salavdor Guitart Puigarnau, en el caso  de los bajos, adquiriendo posiblemente la denominación de Casa de los Cristales, por su fachada acristalada de muros cortina.
En 1983 se restaura, instalándose láminas verdes en lugar de cristales, y pasando del gris, con los detalles en pan de oro al dorado, con la columnillas en blanco.
En el 2011 fue restaurado, según proyecto de Fernando Barceló y Susana Jiménez Garrido, consolidándose estructurálmente, restaurándose las fachadas e interiores y cambiándose las ventanas.

## Descripción
Dispone de planta baja, entreplanta, cuatro plantas y una última retranqueada. Está construido con una estructura de hormigón, ligeramente armado, con columnas que sustentan un entramado de vigas, sobre las que se apoyan las bovedillas de ladrillo, con tabiques de ladrillo, lo que permite grandes espacios diáfanos y grandes vanos. Los elementos de hormigón se construyen con un encofrado perdido, prefabricado y exteriormente ornamental, en el que se introducen las varillas de acero y se vierte el hormigón

### Exterior
Sus fachadas están compuestas de una planta baja de vanos rectos, una entreplanta de arcos de herradura, con unas ménsulas de cuarto de esfera que dan paso a un gigantesco mirador donde unas cristaleras ocupan todo el espacio, separados y compartimentados con columnas nazaríes en la primera planta, y pilares en las dos siguientes plantas de las fachadas laterales, terminado en arcos en la tercera planta, mientras la cuarta planta cuenta con galerías rematada con alero sobre las que se sitúa una planta retranqueada, mientras el chaflán cuenta con columnas hasta la cuarta planta que termina en arcos que finalizan en un alero.

### Interior

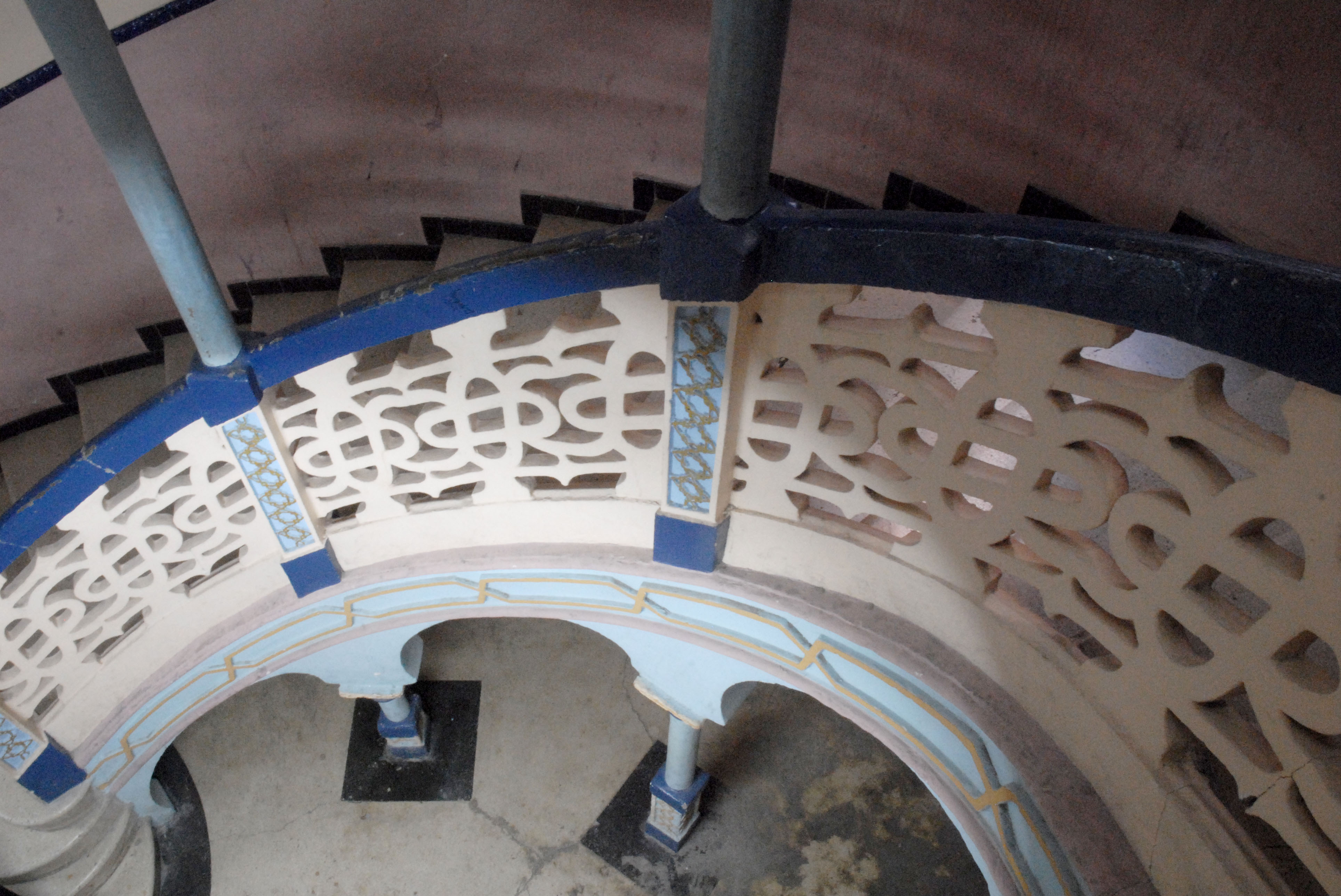

Cuenta con una escalera, en forma de media naranja con columnas nazaríes.